# Nikolaï Alexandrov
 (novembre 2012).
Nikolaï Ivanovitch Alexandrov (ou Nicolaï ou Aleksandrov, en russe : Николай Иванович Александров) est un guitariste et compositeur russe, général-major de l’armée impériale russe, né en 1818, décédé en 1884.

## Biographie
La vie de Nikolaï Alexandrov est encore peu connue. Élève d’A. Sikhri, il a été un compositeur prolifique pour guitare à sept cordes. Il a pris sa retraite de l'armée impériale russe dans les années 1860.

## Instruments
Le luthier Johann Gottfried Scherzer (1843-1870) aurait fabriqué une guitare pour Nikolaï Alexandrov en 1861.

## Œuvres
Nikolaï Alexandrov a composé de nombreuses œuvres pour guitare à sept cordes.

### Études pour guitare à sept cordes
- Étude no 1 en ré majeur
- Étude no 3 en sol majeur
- Étude no 4 en do majeur
- Étude no 7 en do mineur

### Romances russes
- Romance no 4 "It's so hard - I have no strength left"[Quoi ?]
- Romance no 5 "Bird"[Quoi ?]
- Romance no 8 "Don't quarrel with me, dear"[Quoi ?]
- Romance no 9 "I feel sorry for You"[Quoi ?]

### Exercices et préludes
- Prélude no 3 en sol majeur
- Prélude no 4 en mi mineur
- Prélude no 4 en sol mineur
- Prélude no 8 en ré mineur
- Prélude no 10 en si mineur

### Divers
- Adagio
- Ballade